# Reduto de Água de Meninos
O Reduto de Água de Meninos localizava-se na praia entre a Cidade Baixa e a ponta de Itapagipe, protegendo o ancoradouro e a aguada das embarcações em Água de Meninos, em Salvador, no litoral do estado da Bahia, no Brasil.

## História
Esta estrutura encontra-se citada por SOUZA (1885), que considera tratar-se de um reduto vizinho ao Forte de Santo Alberto, erguido no início do século XVII, conquistado, à época da segunda das Invasões holandesas do Brasil em abril-maio de 1638 pelas tropas neerlandesas do Conde Maurício de Nassau (1604-1679), e arrasado em seguida (op. cit., p. 96). Entretanto, de acordo com BARLÉU (1974), que narrou a ofensiva, as três estruturas ocupadas pelas tropas de Nassau na ocasião, foram o Forte de Santo Alberto, o Fortim de São Filipe, e o Forte de São Bartolomeu da Passagem, nessa ordem (op. cit., p. 82).
Pela iconografia de João Teixeira Albernaz, o velho (Planta da Restituição da Bahia, 1631. Mapoteca do Itamaraty, Rio de Janeiro), a Água dos Meninos encontra-se defendida pelo Forte de Santiago. Em outra iconografia do mesmo autor (Bahia de Todos os Santos, 1631. Mapoteca do Itamaraty, Rio de Janeiro), é mostrada em detalhe a planta deste Forte de Santiago, em formato circular, com dois baluartes também circulares defendendo o acesso pelo lado de terra, sem estar artilhado.
Encontra-se representado numa iconografia de Carlos Julião, sob o nome de 7. Forte de S. Tiago (Elevaçam e fasada que mostra em prospeto pela marinha, a cidade de Salvador, Bahia de todos os Santos, 1779. Gabinete de Estudos Arqueológicos de Engenharia Militar, Lisboa), ilustrada com os desenhos de trajes típicos femininos.
Esses fatos fazem acreditar tratar-se do Fortim de São Tiago e São Filipe citado por BARRETTO (1958). Este, entretanto, descreve o Fortim de São Tiago e São Felipe como constando de um simples baluarte sob a invocação de São Fernando, guarnecido (possívelmente em meados do século XVIII) por um Capitão e três soldados, e artilhado com peças de ferro (cinco de calibre 24 libras e duas de 8) (op. cit., p. 175-176). O autor adita ainda que, à época (1958), no local onde existiu o Reduto, erguia-se um Patronato, estabelecimento dedicado à educação de menores carentes (op. cit., p. 187).

## Bibliografia

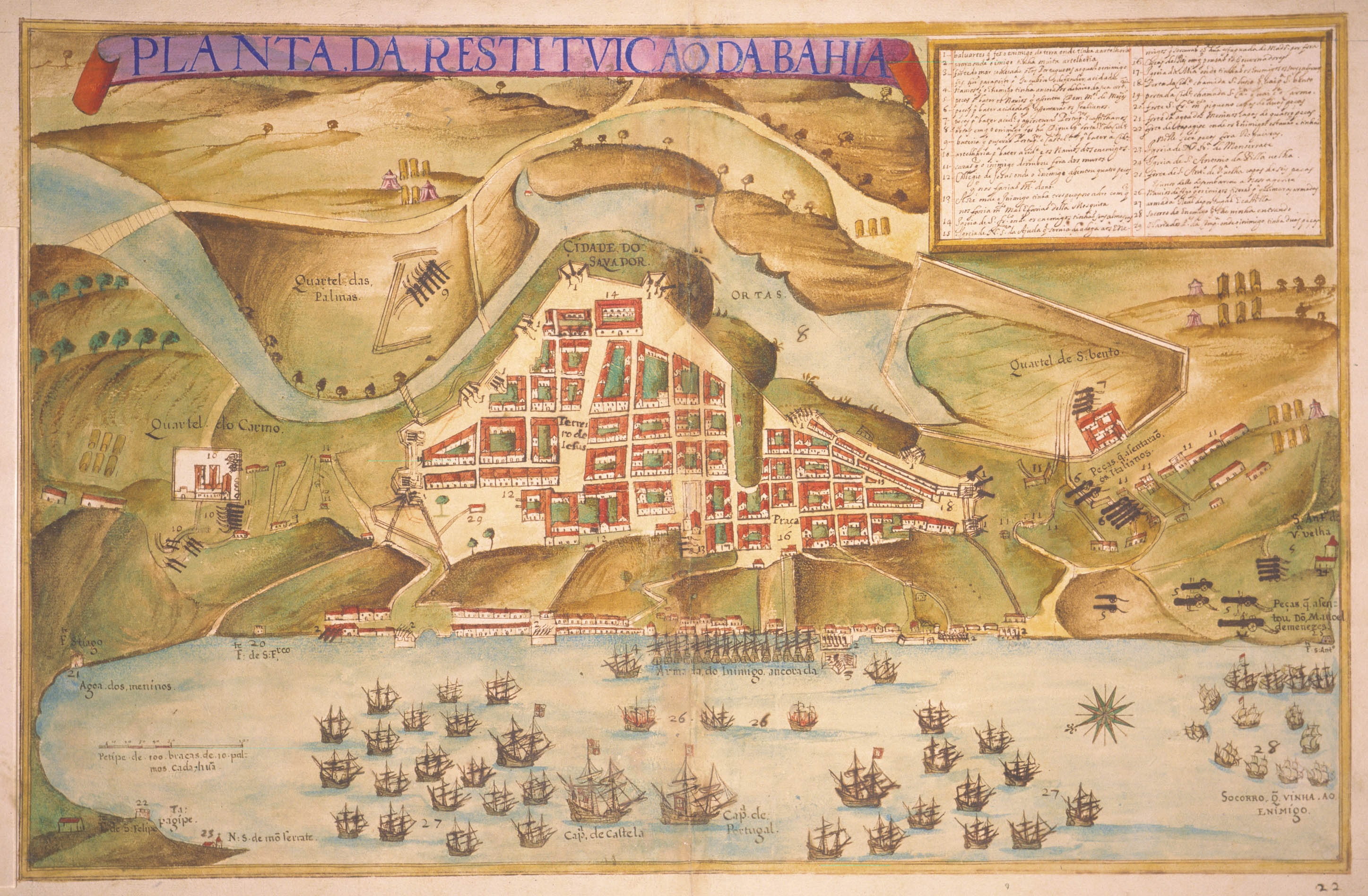
Planta da Restituição da Bahia (Albernaz, 1631).